# Barrage de la Rouvière
Le barrage de la Rouvière est l'un des trois barrages écrêteurs de crues, du Vidourle. Situé sur les communes de Bragassargues (rive gauche) et de Quissac (rive droite) dans le Gard, il a été érigé sur le Crieulon, un affluent rive gauche du Vidourle. Des trois barrages du Vidourle, seul le barrage de Conqueyrac a été construit directement sur le fleuve.

## Histoire

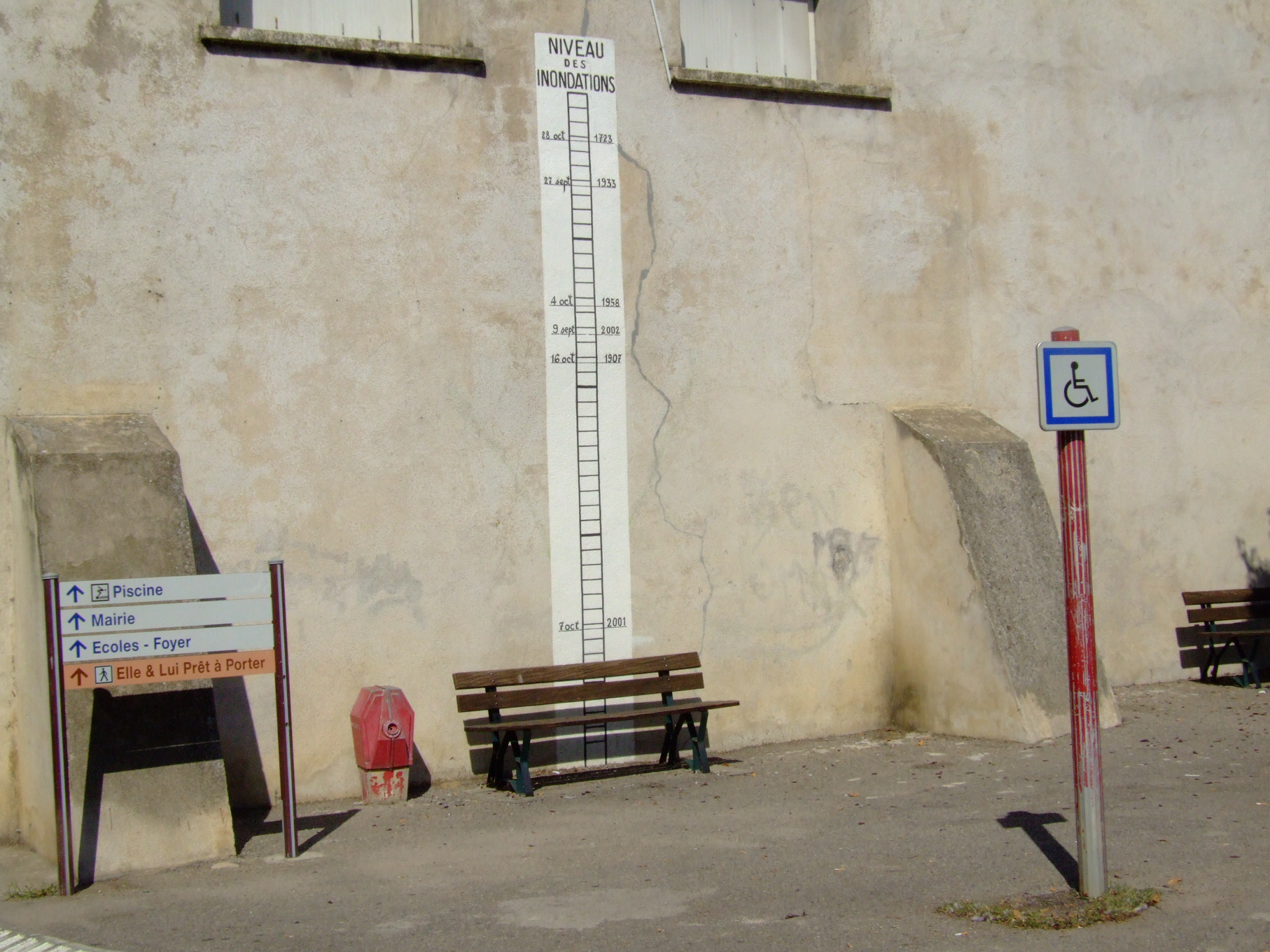
Niveau du Vidourle à Quissac (Gard) en 1958 et en 2002.

La construction des barrages fut décidée à la suite d'une crue historique en 1958. Mais en 2002, la vidourlade (crue) fut si importante que les barrages ne suffirent pas à contenir les quelque 2 650 m3/s d'eau (débit mesuré en aval à Sommières le 9 septembre 2002).

## Fonctionnement
Le barrage a souvent un niveau d'eau très bas. Cet affluent du Vidourle (le Crieulon) est un cours d'eau saisonnier avec un régime pluvial
L'entretien des abords du barrage est effectué par l'EPTB Vidourle. Le bon fonctionnement et la sécurité de l’édifice nécessitent un nettoyage régulier du lit et des berges du fleuve en amont (végétation, flottants etc.).

### Spécificités techniques
Les deux pertuis ont un débit maximal de 160 m3/s (2 × 80 m3/s). Le déversement y commence à la cote 77 mètres NGF.
Le déversoir à surface libre (l'eau passe sur la partie supérieure du barrage à la cote 85 mètres NGF) est prévu pour un débit maximal de 460 m3/s.
Concernant la vidange, deux vannes papillons (calées sur la cote 72 mètres NGF) permettent de désemplir le réservoir avec un débit de 12 m3/s (2 × 6 m3/s).

## Galerie

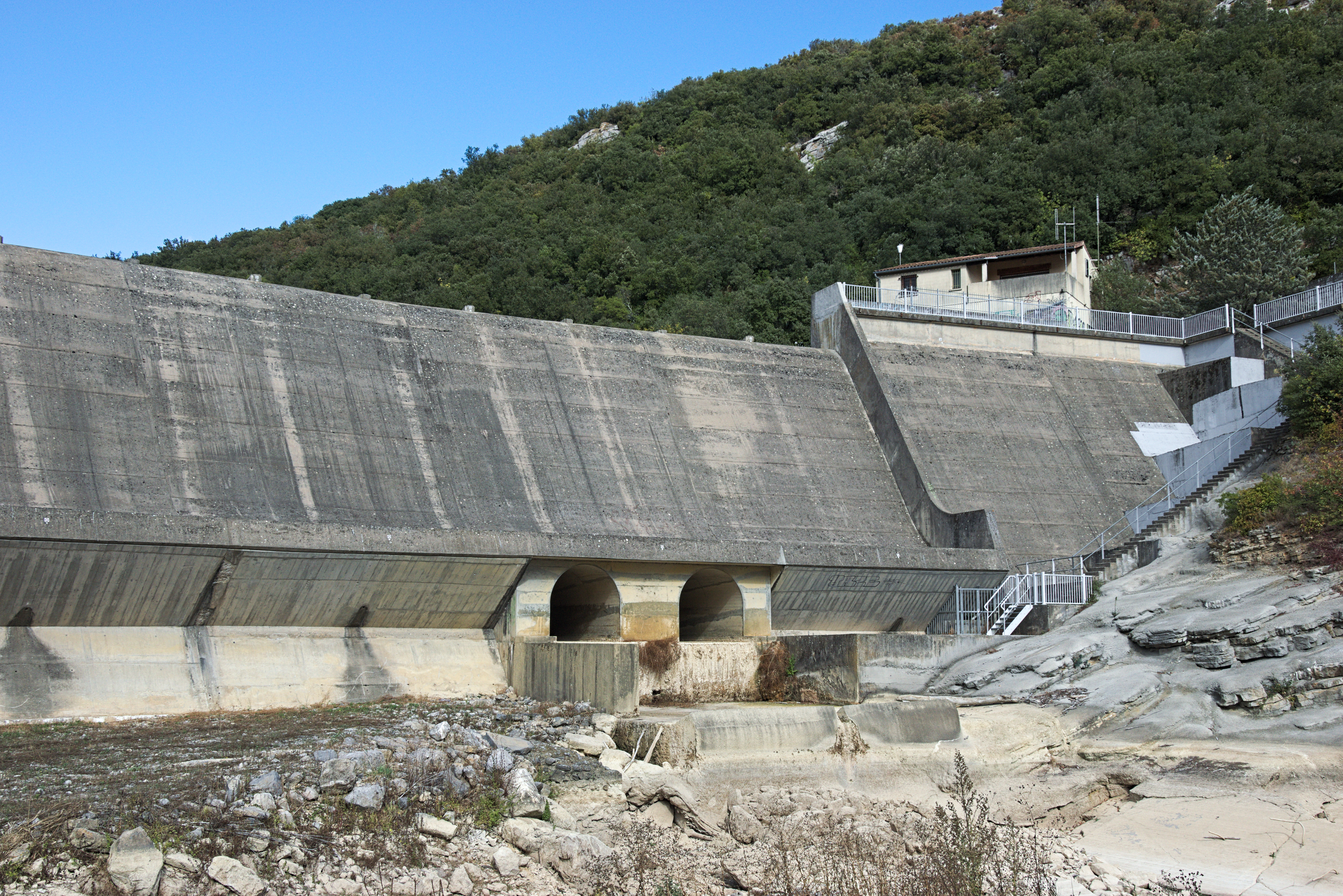
En aval du barrage
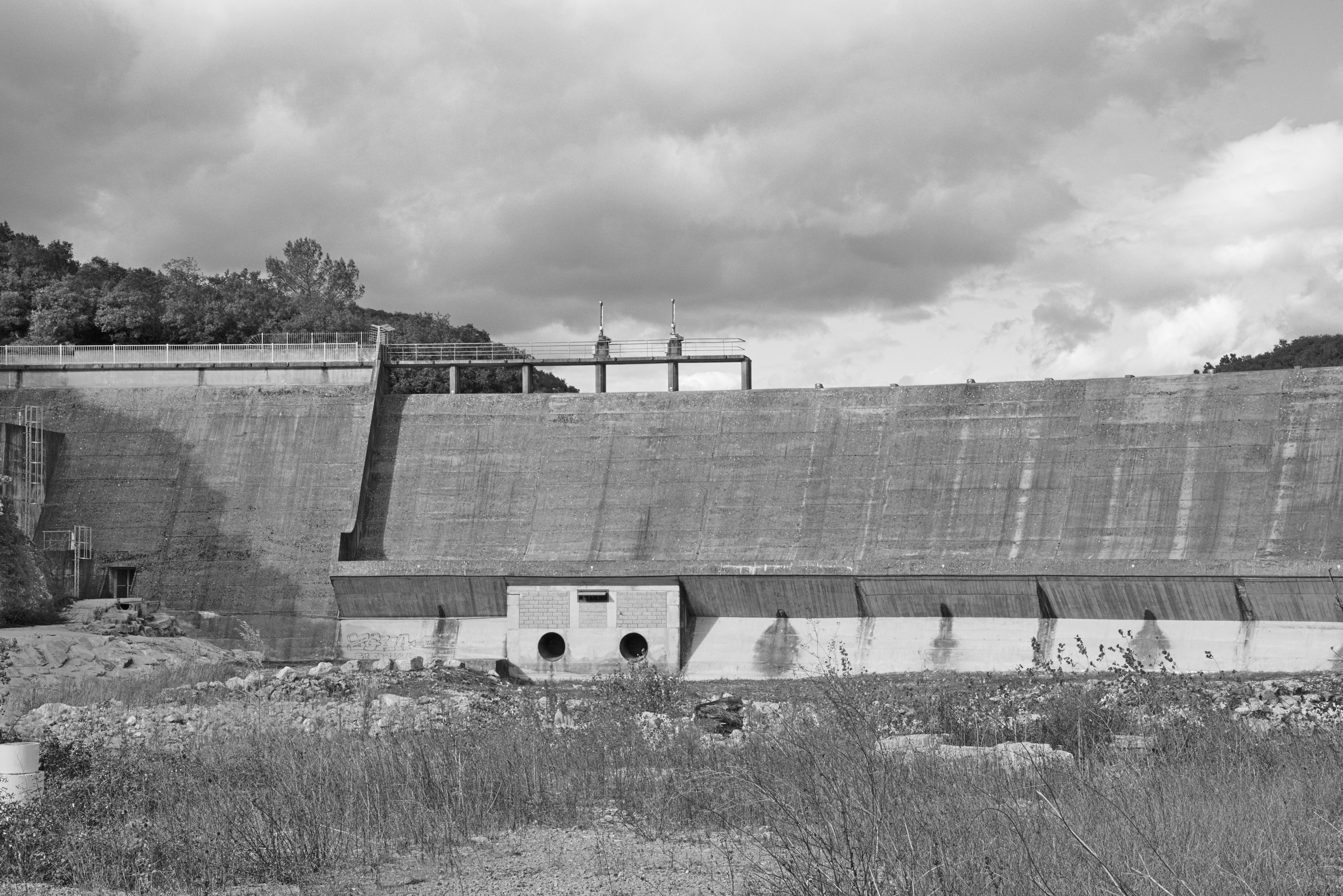
En aval du barrage
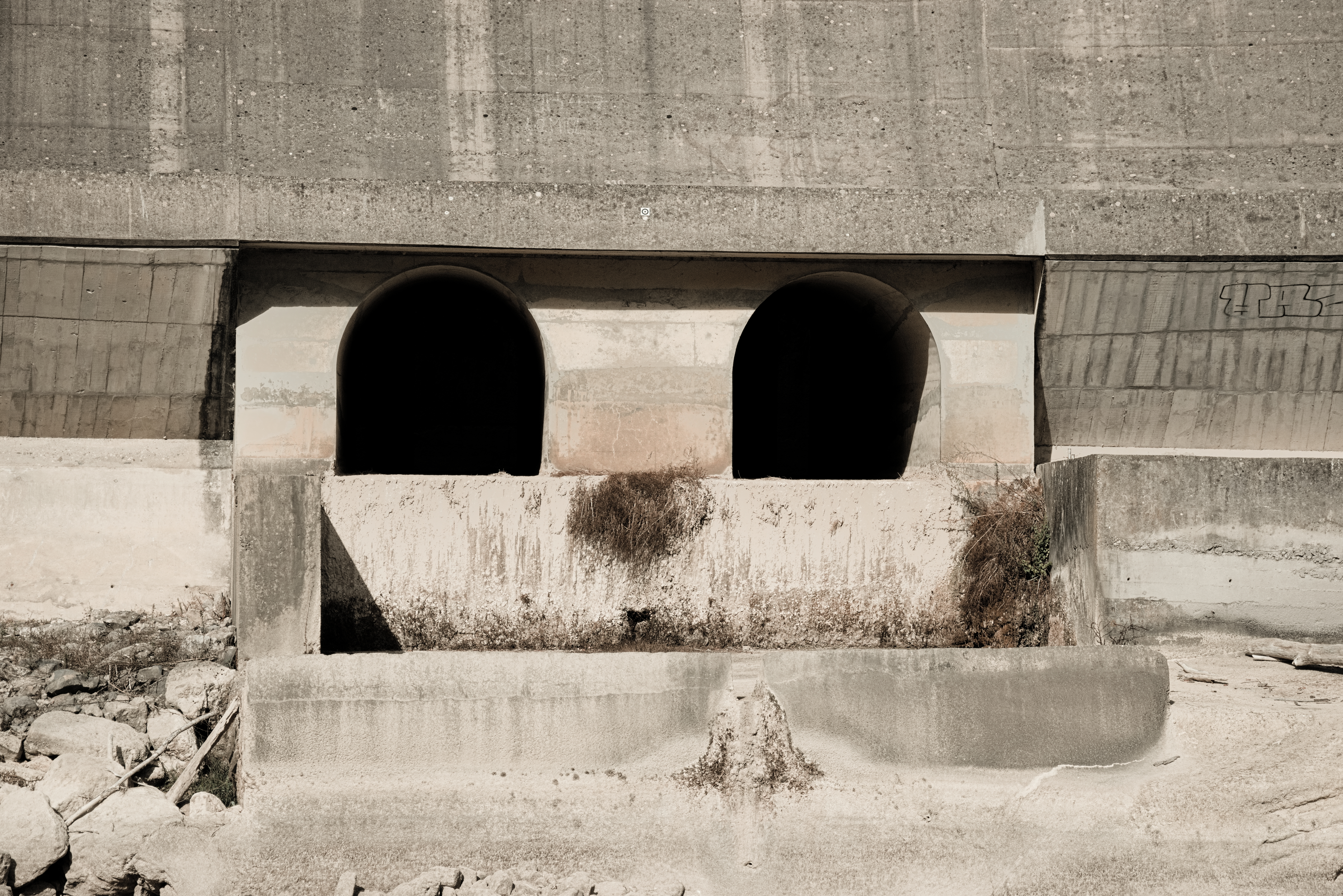
Pertuis (capacité d'évacuation d'eau de 160 m3/s)
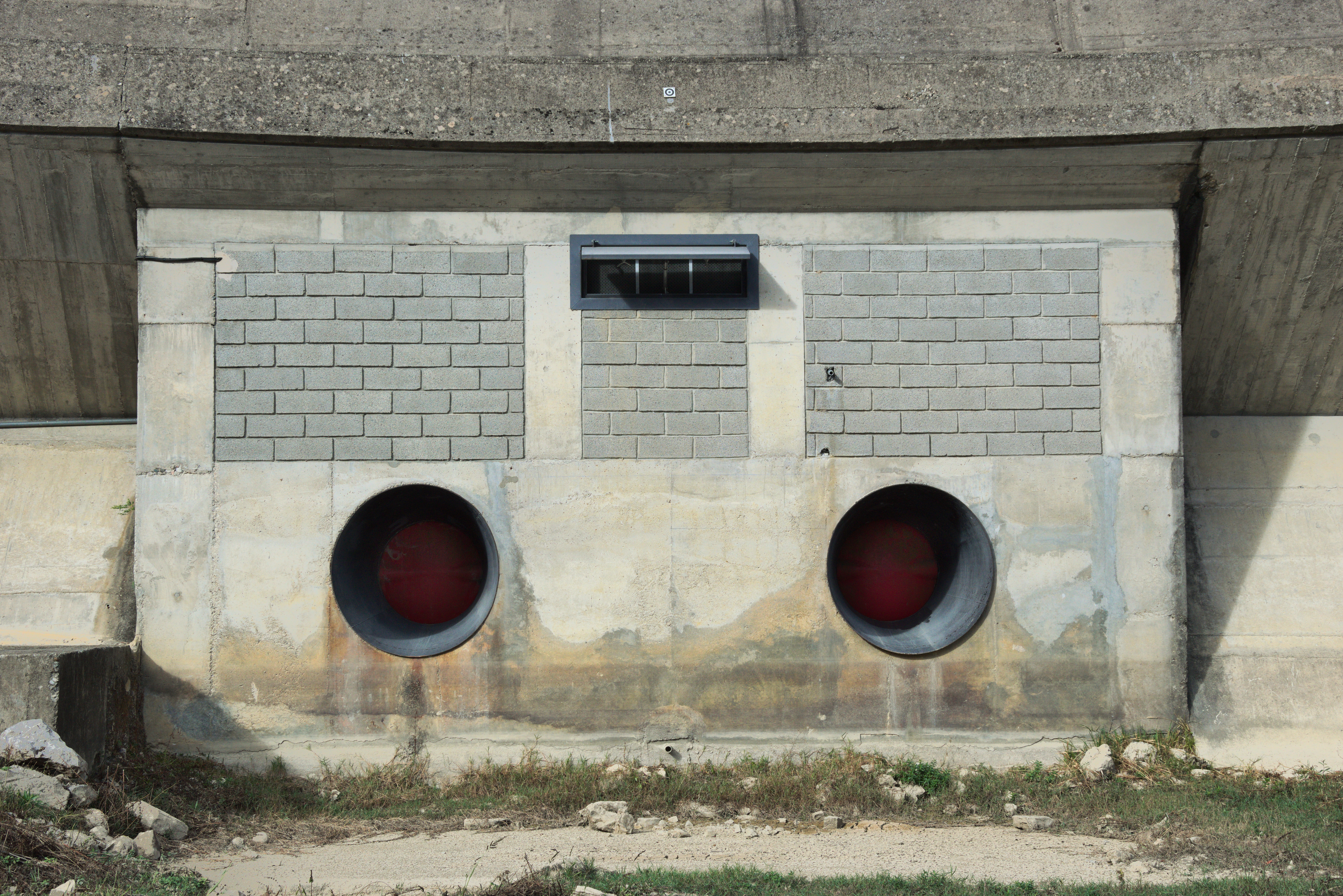
Vannes papillon permettant la vidange du réservoir (12 m3/s max)
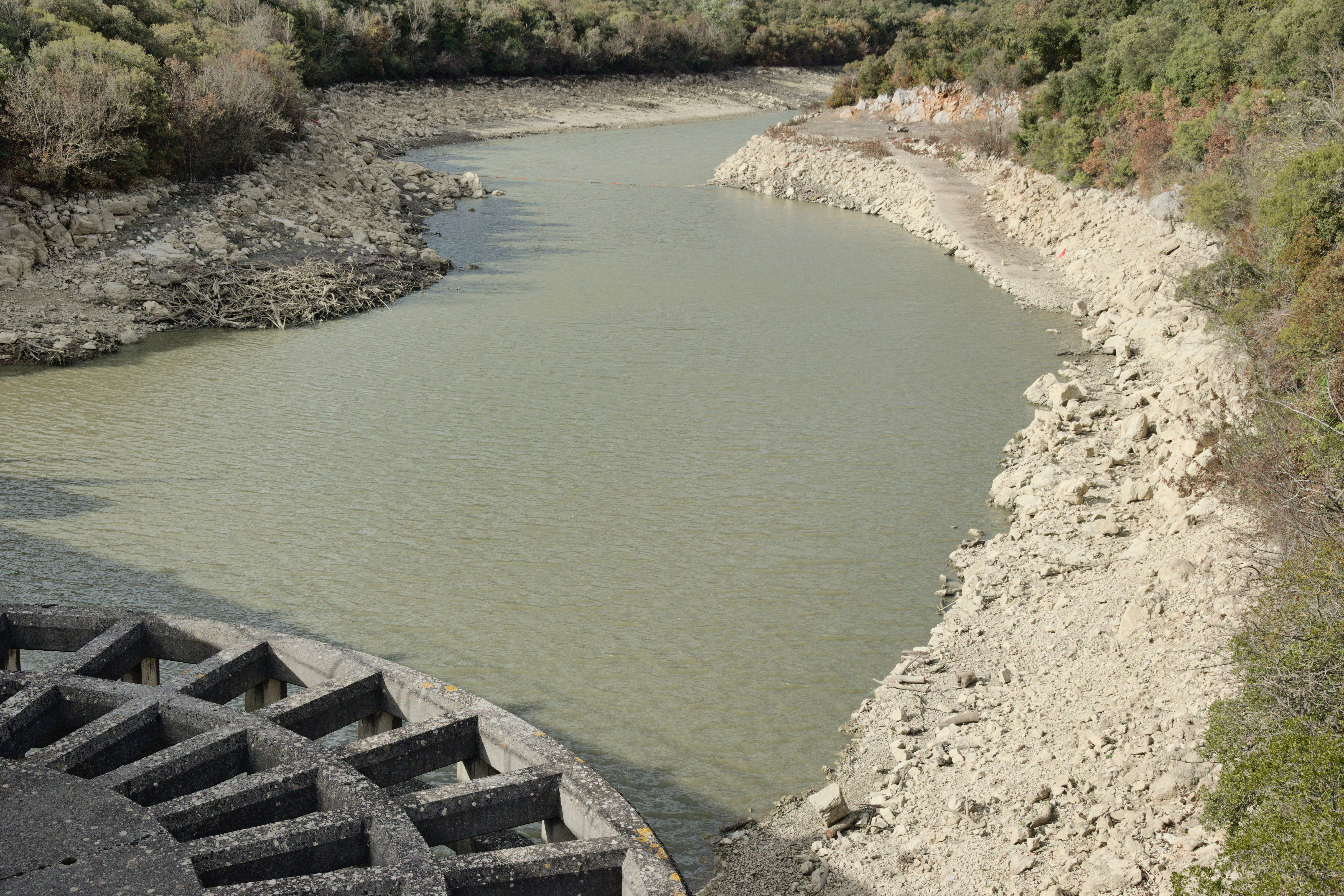
le Crieulon en amont du barrage
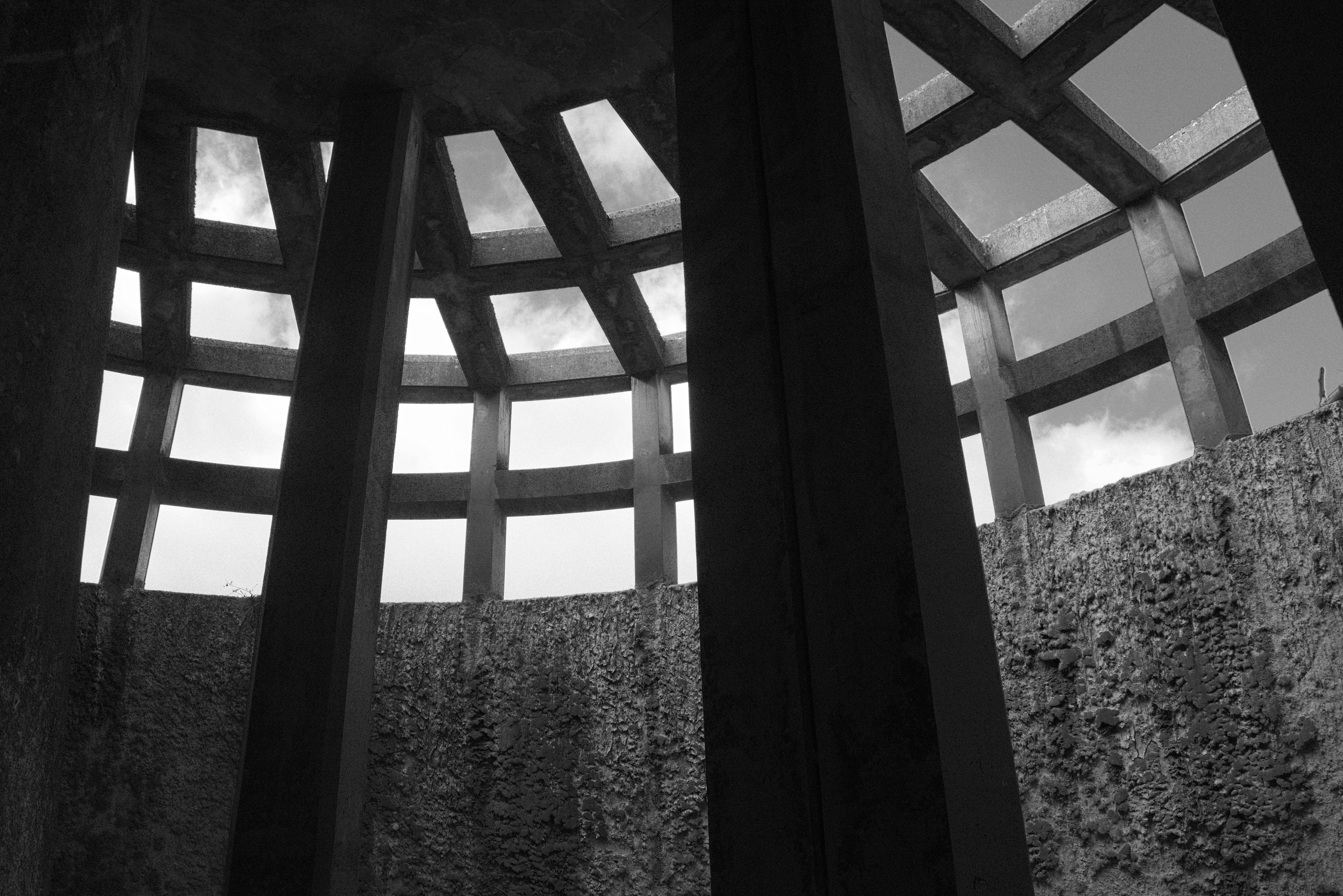
Intérieur du pertuis avec sa grille de protection en béton.
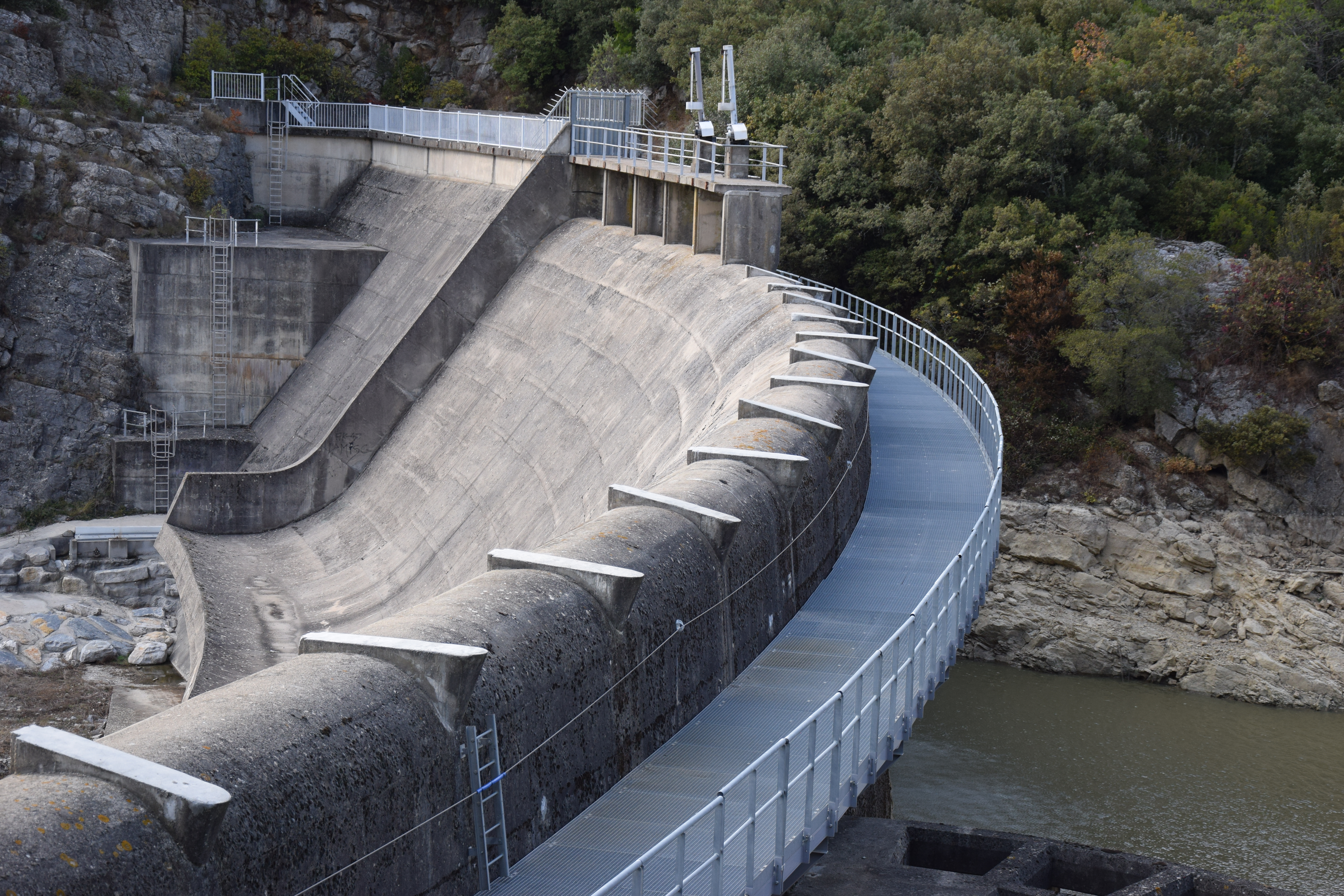
Déversoir à surface libre (capacité de 460 m3/s)